# Aniuar Geduev
Aniuar Borisovich Geduev (en rus: Аниуар Борисович Гедуев, kabardí: Джэду Борис и къуэ Iэниуар; Psygansy, Kabardino-Balkària, Rússia 26 de gener de 1987) és un antic lluitador d'estil lliure rus d'ascendència kabardia circassa.

## Biografia
Aniuar va néixer el 26 de gener de l'any 1987 a Kabardino-Balkària. Amb 11 anys, començà a practicar lluita lliure gràcies al seu germà gran Alim Geduev. El seu entrenador Arsen Khasanov, va veure el talent d'en Aniuar en la lluita lliure. Havia de combinar els estudis amb l'entrenament, però el final va succeir gràcies al suport dels seus familiars i amics.
Malauradament, no tot va anar bé en la seva carrera juvenil. Aniuar no va participar en les competicions júniors, ja que estava en un període en les que les lesions li impedien participar en les competicions. Aniuar anomena aquesta etapa del seu desenvolupament una "ratxa negra". Els entrenadors al veure la persistència de l'atleta, van sentir el seu potencial així que li van donar l'oportunitat de competir en l'equip d'adults de seguida.

## Carrera de Lluita Lliure
La seva primera gran victòria va ser una medalla de bronze al Campionat de Rússia de 2009. Aniuar el va guanyar en la categoria de 74 kg. La següent etapa va ser el Campionat de Rússia 2011, on va guanyar la plata. El març de 2013, el lluitador va representar a Rússia al Campionat d'Europa, celebrat a Tbilisi, on va guanyar una medalla d'or per primera vegada i va demostrar un alt nivell de classe.
El 2014, Aniuar va confirmar el seu títol de campió guanyant l'or als Jocs Europeus. El 2015, va afegir 3 medalles més a la seva col·lecció. El lluitador va guanyar l'or al Campionat de Rússia, el Campionat d'Europa i una medalla de bronze al Campionat del Món.
El juny de 2015, als Jocs Europeus de Bakú, Aniuar es va reunir amb el turc Soner Demirtas a la final. Aniuar va guanyar amb un aclaparador marcador de 10:0. El Campionat de Lluita lliure de Rússia de 2016, celebrat a Sakhà, va portar al lluitador una medalla d'or i una entrada per als Jocs Olímpics.
Als Jocs Olímpics d'estiu de 2016 a Rio de Janeiro, el lluitador va competir en la categoria de 74 kg i va aconseguir guanyar una medalla de plata. A la final, el rus va perdre davant l'iranià Hasan Yazdani en l'última acció (6:6). Les medalles de bronze van ser per a l'Azerbaidjan Dzhabrail Hasanov i el representant turc Soner Demirtas.
Quan Aniuar va arribar al seu poble natal de Psygansu, els seus compatriotes el van rebre com un heroi. El van anomenar com «lleó adig» per la seva força i coratge. Pels seus assoliments esportius destacats, el lluitador va rebre les claus d'un apartament a la capital de Kabardino-Balkaria (Nàltxik).